# اضوی الدخیل
اضوی الدخیل (انگلیسی: Adwa Al-Dakheel; ۲۸ ژانویهٔ ۱۹۹۲) کارآفرین، شاعر و نویسنده اهل عربستان سعودی، مؤسس و مدیر چند شرکت تجاری است. الدخیل اولین کتابش را در سن ۱۶ سالگی نوشت. او کتابی با عنوان «فرمول اثبات شدهٔ میلیاردرها» منتشر کرده‌است. الدخیل در مسابقه‌ای شعر در واشینگتن شرکت کرده که برنده جایزه نفر اول شد.